# Кастель-Сан-Пьетро-Романо
Касте́ль-Сан-Пье́тро-Рома́но (итал. Castel San Pietro Romano) — коммуна в Италии, располагается в области Лацио, в провинции Рим.
Население составляет 835 человек (2008 г.), плотность населения составляет 55 чел./км². Занимает площадь 15 км². Почтовый индекс — 30. Телефонный код — 06.

## Демография
Динамика населения:

## Администрация коммуны
- Официальный сайт: http://www.castelsanpietroromano.net/